# Slavonia (Schiff)
Die Slavonia war ein 1903 fertiggestelltes Passagierschiff, das ab 1904 der britischen Reederei Cunard Line gehörte. Sie lief am 10. Juni 1909 vor der Azoreninsel Flores auf Grund und setzte den weltweit ersten SOS-Notruf ab.

## Allgemeines
Die Slavonia wurde 1902 von der Schiffswerft Sir James Laing and Sons für die British India Steam Navigation Company gebaut. Das Schiff trug zunächst den Namen Yamuna und fuhr auf der Route London–Kalkutta–Birma. Mit 100 Erste-Klasse-, 48 Zweite-Klasse- und 800 Zwischendeckplätzen war es für diese Route jedoch überdimensioniert, und so wurde es 1904 an die Cunard Line verkauft, die es in Slavonia umtaufte und für den Einsatz auf dem Nordatlantik umbaute. Nunmehr konnte es 71 Passagiere Erster Klasse, 74 Passagiere Zweiter Klasse sowie 1954 Passagiere Dritter Klasse aufnehmen. Am 17. März 1904 lief die Slavonia in Sunderland zu ihrer ersten Fahrt aus und erreichte den Hafen von Triest am 29. März. In der Folge bediente die Slavonia als Auswandererschiff die Route Triest–Fiume–Palermo–New York.

## Letzte Fahrt

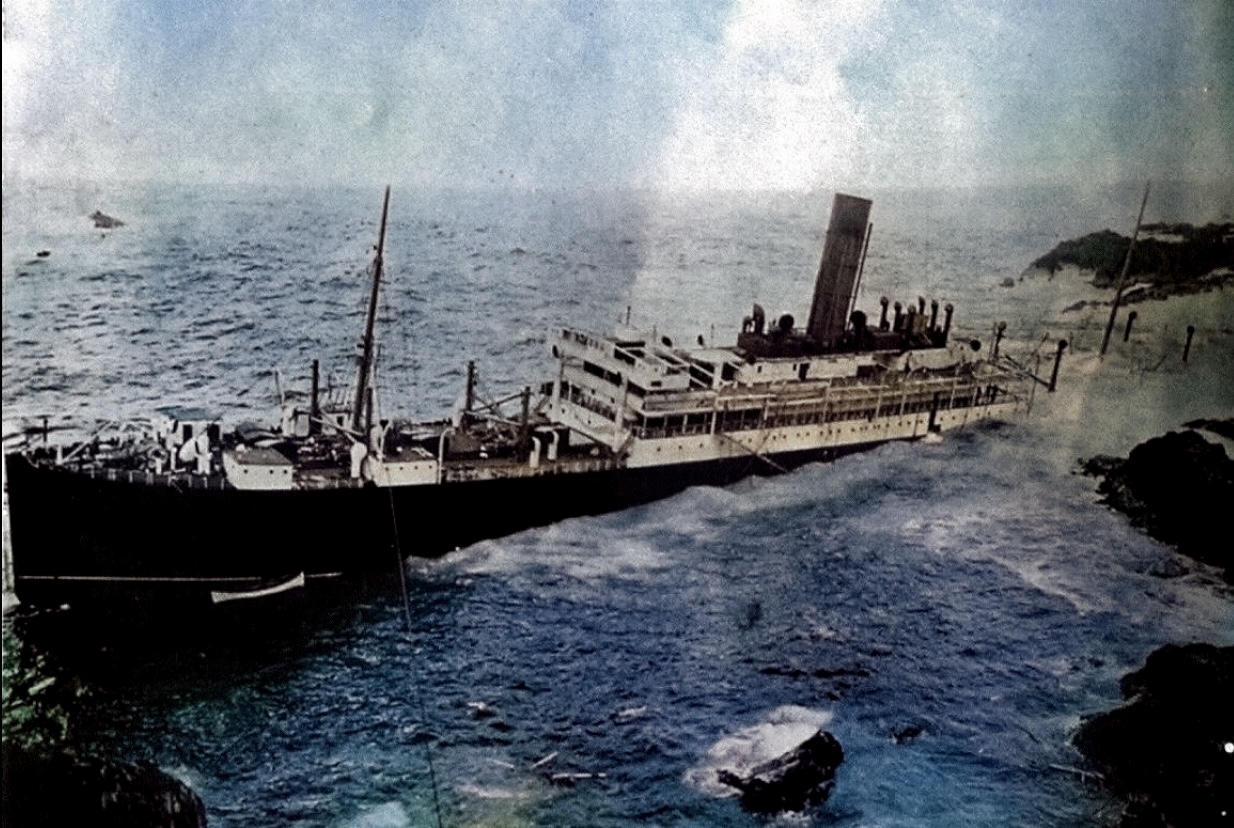
Untergang der Slavonia, 10. Juni 1909.

Am 3. Juni 1909 legte die Slavonia in New York zu ihrer letzten Fahrt ab. Der nächste Zwischenstopp sollte am 14. Juni in Gibraltar sein. An Bord befanden sich 110 Kabinenpassagiere der Ersten und Zweiten sowie etwa 300 Passagiere der Dritten Klasse. Als Fracht transportierte das Schiff zusätzlich Kupfer und Kaffee, die in den österreichisch-ungarischen Häfen Triest und Fiume gelöscht werden sollten.
Die übliche Schifffahrtsroute nach Gibraltar verlief etwa 70 Seemeilen nördlich der Azoren. Auf Wunsch von Erste-Klasse-Passagieren, die einen Blick auf die Inseln werfen wollten, gab Kapitän Arthur George Dunning am 9. Juni den Befehl, südlich um Flores herumzusteuern. Am Nachmittag geriet das Schiff in dichten Nebel, der die Navigation erschwerte. Wie Dunning später angab, soll eine unerwartet starke nordwärts gerichtete Strömung das Schiff von seinem vorgesehenen Kurs abgebracht haben. In der Nacht zum 10. Juni fuhr die Slavonia in der Nähe von Lajedo im Südwesten von Flores auf die Klippen der Ilhéu da Baixa Rasa.
Der Kapitän ließ daraufhin das auf britischen Schiffen gebräuchliche Notsignal der Marconi Company („CQD“) sowie erstmals auch das international seit 1908 gültige SOS funken. Zwei in der Nähe befindliche deutsche Schiffe fingen den Notruf auf: die Batavia der Hamburg-Amerikanischen Packetfahrt-Actien-Gesellschaft (HAPAG) und die Prinzess Irene des Norddeutschen Lloyd (NDL). Die Prinzess Irene, die sich zu dieser Zeit in 180 Seemeilen Entfernung befand, erreichte am Abend des 10. Juni den Unglücksort und nahm noch in der Nacht die 110 Kabinenpassagiere auf. Die Batavia, die Hoboken zwei Stunden vor der Slavonia verlassen und sich während der gesamten Reise in deren Nähe aufgehalten hatte, übernahm die Dritte-Klasse-Passagiere. Die Mannschaft, mit Ausnahme des Kapitäns und des ersten Offiziers, die noch an Bord des havarierten Schiffs blieben, wurde erst Ende Juni von der Lusitania nach Großbritannien mitgenommen, nachdem auch die Ladung geborgen worden war. Versuche, die Slavonia mit Hilfe des aus Liverpool herbeigeeilten Bergungsdampfers Ranger zu retten, schlugen fehl. Während eines Sturms zerbrach die Slavonia und sank.